# George Raynor
George S. Raynor (Hoyland, 1907. január 13. – 1985. november 24.) egykori angol labdarúgó, vezetőedző. Három alkalommal volt a svéd labdarúgó-válogatott szövetségi kapitánya. Részt vett edzőként az 1950-es és az 1958-as világbajnokságon, illetve az 1948. évi nyári olimpiai játékokon és az 1952. évi nyári olimpiai játékokon.

## Sikerei, díjai

### Menedzserként

#### Klub
- AIK Fotboll
  - Svéd kupa: 1949, 1950

#### Válogatott
- Svédország
  - Olimpia:
    - Bajnok: 1948
    - Bronzérmes: 1952

- - Világbajnoki:
    - Ezüstérmes: 1958
    - Bronzérmes: 1950